# 피아트 CR.32

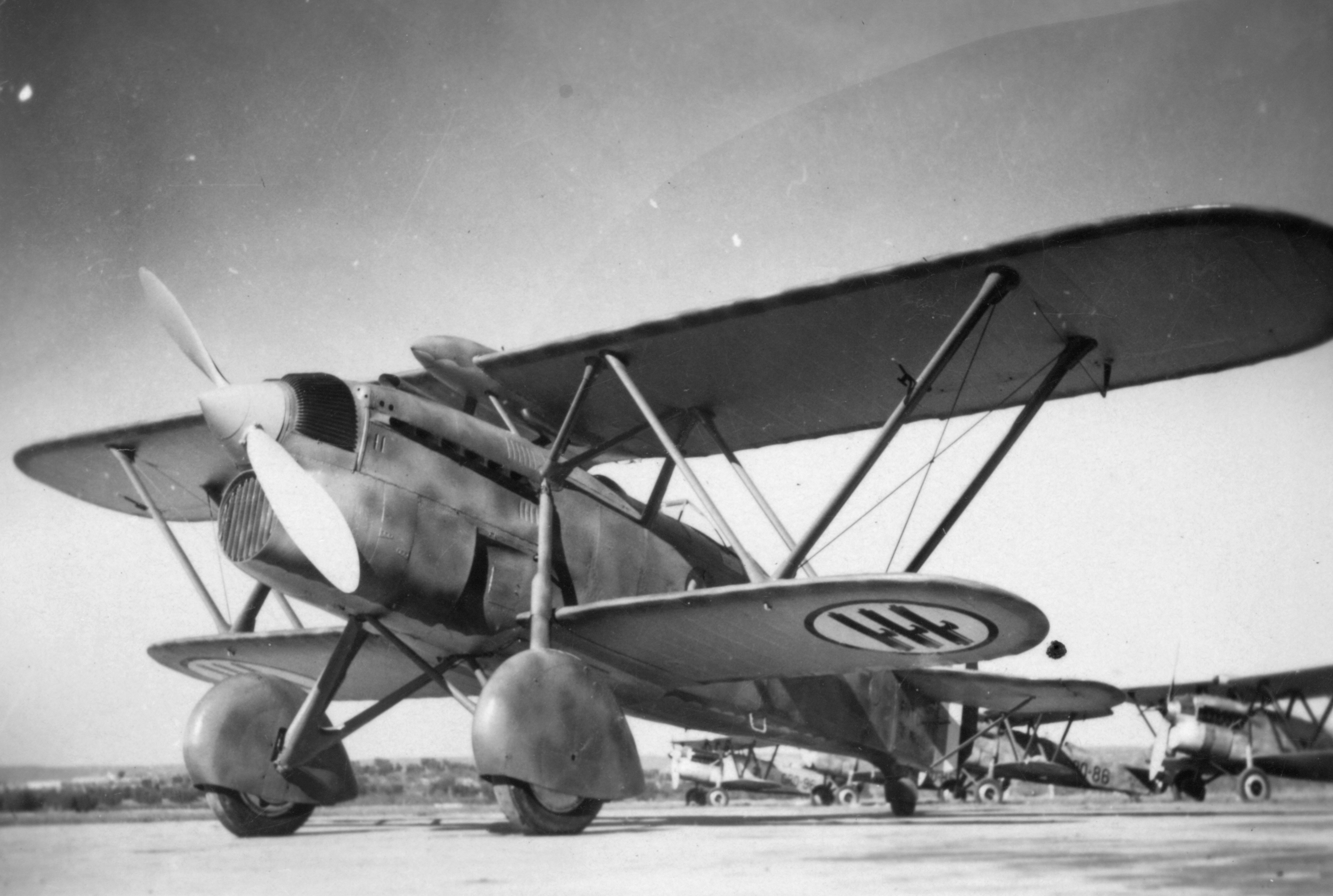

스페인 내전에서 처음 실전에 얼굴을 내민 이후 2차 대전까지도 쓰인 이 시대착오적인 복엽 전투기는 이탈리아 공군, 아니, 이탈리아 군대를 비웃는 이야기가 나올때면 단골로 등장하는 기종이 되었다. 피아트 CR.32(Fiat CR.32)를 실제 성능면에서 보자면 복엽기로서는 거의 진화의 한계에 다다른 훌륭한 복엽 전투기 중 하나였으나, 시대는 더 이상 쌍엽 날개를 바라지 않게 변했고 더 진보된 단엽 전투기에게 사냥감으로 전락하는 신세가 되어버렸다.

## 기본 구조
CR.32는 1932년에 공개된 피아트 CR.30을 설계한 첼레스티노 로사텔리(Celestino Rosatelli : 1885~1945)가 한번 더 다듬어낸 기체였다. 중량을 줄이고 양력 중심을 더욱 합리적으로 개선한 동체가 특징이며, 구식티가 줄줄 흐르는 목제 2엽 프로펠러는 개발사인 피아트에서 생산한 600마력짜리 피아트 A.30에 의해 구동되었다. 무장은 엔진 카울링 아래에 2정의 7.7mm 또는 12.7mm 브레다-SAFAT 기관총을 장비했다. 이 무장은 등장 무렵만으로 따지면 표준이었지만 실전에서 이 전투기가 맞닥뜨린 금속제 단엽기들은 이 정도 경무장으로 격추시키기란 쉽지 않아 강화해달라는 요구가 빗발치게 된다. 이에 따라 기수 상단에 프로펠러와 동조되는 12.7mm 중기관총을 덧달거나, 하단 날개에 7.7mm 기총을 2정 더하는 개조가 시행되었다.

피아트 공장에 딸려 있는 토리노 실험비행장에서 처녀 비행에 성공한 피아트 CR.32는 귀도니아 비행센터에서 시험 비행을 했을 때 상당히 안정적인 모습과 민첩한 기동성을 동시에 보여주었다. 이에 만족한 이탈리아 항공성의 심사단은 의무 테스트 기간이 끝나는 즉시 주력 전투기로 채용했고, 이탈리아 왕립 공군에는 1939년 5월까지 무장이 강화된 CR.32bis가 배치되기 시작했으며, 곧이어 더욱 개량된 CR.32tris와 CR.32quarter가 차례로 1,052대나 납품되었다.

아주 의아한 이야기지만, 그 무렵 이탈리아 조종사들 사이에서 이 복엽 전투기는 조종성이 좋은데다 기체 구조도 견고하다며 썩 좋은 평판을 받았다는 사실이다. 수출 시장에서도 뜻밖에 반응이 좋아서 1933년에는 중국에서 16대를 주문받았고, 이 기체들은 나중에 중일 전쟁이 터지며 일본군이 침공해왔을 때 맞서 싸우게 된다. 전투 초기에는 더러 일본기를 떨구는 전과도 올렸지만, 차례로 일본 전투기들에게 격추되어 1937년 12월에 난징이 함락되었을 때 CR.32는 한 대도 남아있지 않았다. 아르헨티나 공군과 파라과이 공군, 베네수엘라 공군도 이 늘씬한 복엽 전투기가 마음에 든다면서 거금을 주고 구입한 나라들이다. 그 외에도 우방인 독일에도 넘겨진 기체가 있었는데, 루프트바페는 얼마 안가 이 기체들을 추축국인 헝가리와 오스트리아에 선심을 쓰듯 양도해주기도 했다.

## 실전에서
CR.32는 초기형이 스페인 내전에서 선보이고 2차 대전 중기까지도 사용되었으나, 속도, 무장, 방탄 등 모든 성능이 크게 좋아진 신형 전투기들이 대량으로 배치된 1941년 이후부터는 도저히 공중전에는 쓸 수 없게 된다. 그렇다고 가뜩이나 장비가 부족한 이탈리아의 입장으로는 이렇게 대량 생산된 전투기를 구식이라고 전부 내다버릴 수도 없는 입장이었다. 쓸곳을 궁리하던 항공성은 이 기체를 야간 전투기나 지상 공격 임무에 투입하게끔 지시를 내렸다. CR.32는 2차 대전이 발발하기 반년 전인 1939년 9년 3월까지만 해도 199대나 남아 있었고, 개전 싯점에서는 오히려 294대로 가동기가 늘어났으니, 이탈리아 공군의 이와 같은 고민도 일견 이해하지 못할 일은 아니었다.

이 구식 전투기를 퍽 마음에 들어한 나라는 또 있었다. 바로 CR.32가 처음 데뷔한 스페인 공군이었는데, 국영 항공기업인 이스파노-수이자(Hispano-Suiza)에서 면허 생산한 HA-132L이라는 CR.32quater 사양의 기체로, 별다른 실전을 겪지 않았던 이 전투기는 1953년까지도 현역에 머물렀다. 그러나, CR.32가 이처럼 어느 정도 활약을 펼쳤다더라도 이 복엽 전투기가 시대착오의 산물이라는 것에는 변함이 없다. 더군다나 그 작은 활약상 덕분에 이탈리아 공군이 저지른 가장 큰 실수로 손꼽히는 복엽 전투기 피아트 CR.42 팔코를 낳게 했다는 것만으로도 이 전투기에게는 절대 면죄부가 주어져선 안된다.

## 각 형식
CR.30 : 12.7mm 또는 7.7mm 기총 2정에 600마력 피아트 A.30 V형 12기통 수랭식 엔진 장착
CR.32 : 12.7mm 또는 7.7mm 기총 2정에 600마력 피아트 A.30 RAbis 엔진 장착. 1934년 3월부터 1936년 2월까지 이탈리아 공군에 배치.
CR.32bis : 근접 지원기 형식으로 12.7mm 또는 7.7mm 기관총 2정에 더해 폭탄 파일런이 추가되어 100 kg까지 폭장 가능.
CR.32ter : CR.32bis의 개량형
CR.32quater : CR.32ter의 개량형. 무전기가 추가되고 기체 곳곳에서 무게를 덜어내 성능이 개선되어 고도 3,000 m에서 356 km/h의 속도를 기록 했다. 이탈리아 공군용으로만 337대 생산.
CR.33 : 중국에 3대가 판매된 시제기로, 출력이 700마력으로 보강된 피아트 A.33 RC.35 bis 엔진을 장착해 성능이 크게 개선되었다.
CR.40 : 브리스톨 머큐리 IV 성형 엔진을 단 시험용으로 1대만 평가용으로 제작되었으나 중국이 구입.
CR.40bis : 1대만 제작된 무장 강화 시험용으로 중국이 구입.
CR.41 : 1대만 완성된 평가용으로 중국이 구입.

## 같이 보기
- 피아트 CR.42 팔코